# إدوارد جاي غرين
إدوارد جاي غرين (بالإنجليزية: Edward J. Green)‏ هو اقتصادي أمريكي، ولد في 1947.